# Phyllanthus simplicicaulis
Phyllanthus simplicicaulis är en emblikaväxtart som beskrevs av Johannes Müller Argoviensis. Phyllanthus simplicicaulis ingår i släktet Phyllanthus och familjen emblikaväxter. Inga underarter finns listade i Catalogue of Life.